# Гроттаферрата
Гроттаферра́та (итал. Grottaferrata) — город в Италии, располагается в области Лацио, подчиняется административному центру Рим.
Население составляет 19 606 человек (на 2004 г.), плотность населения составляет 962 чел./км². Занимает площадь 18 км². Почтовый индекс — 046. Телефонный код — 06.
Покровителем коммуны почитается святой Нил Россанский. Праздник ежегодно празднуется 26 сентября.

## Ссылки

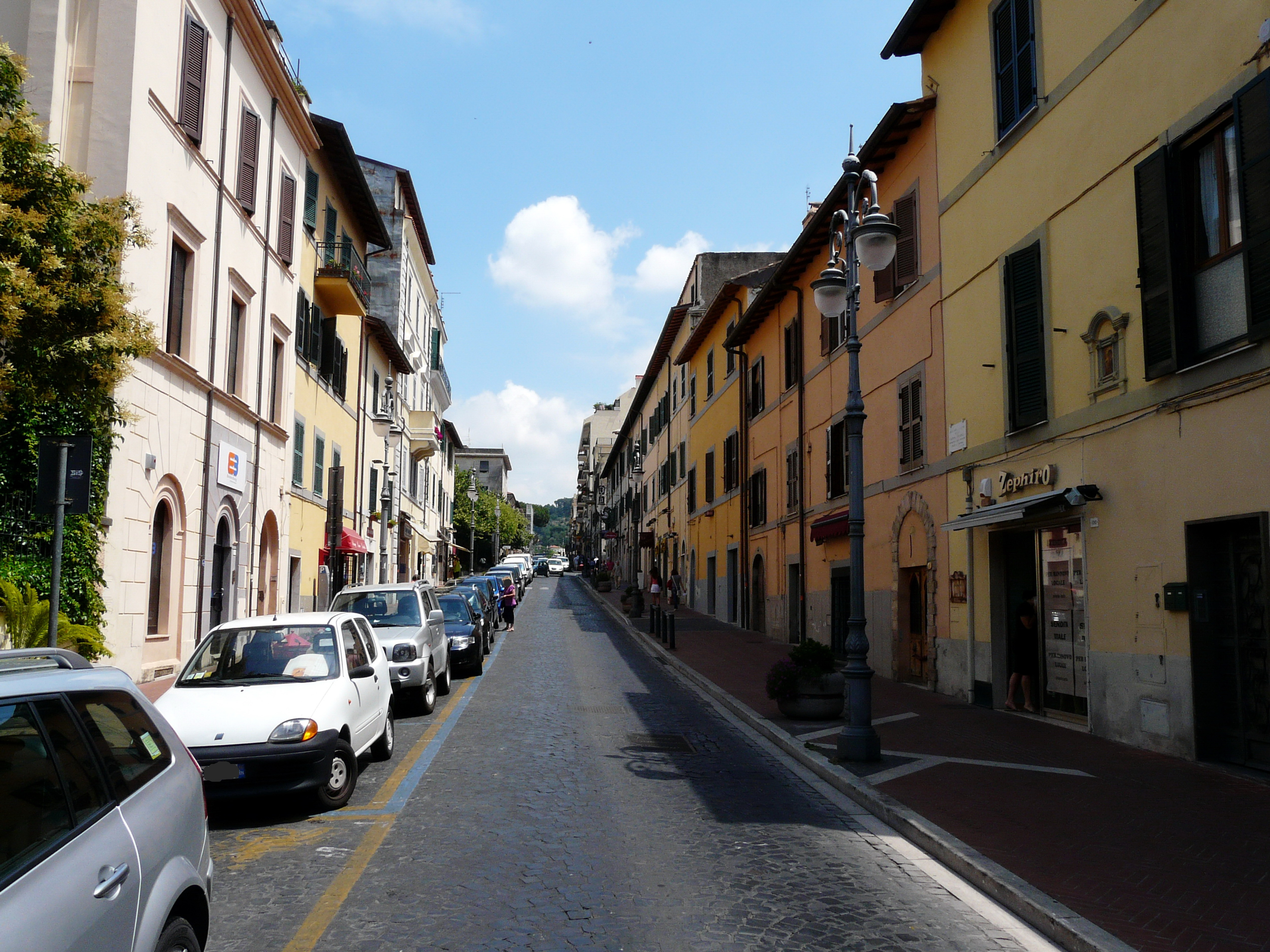
В центре
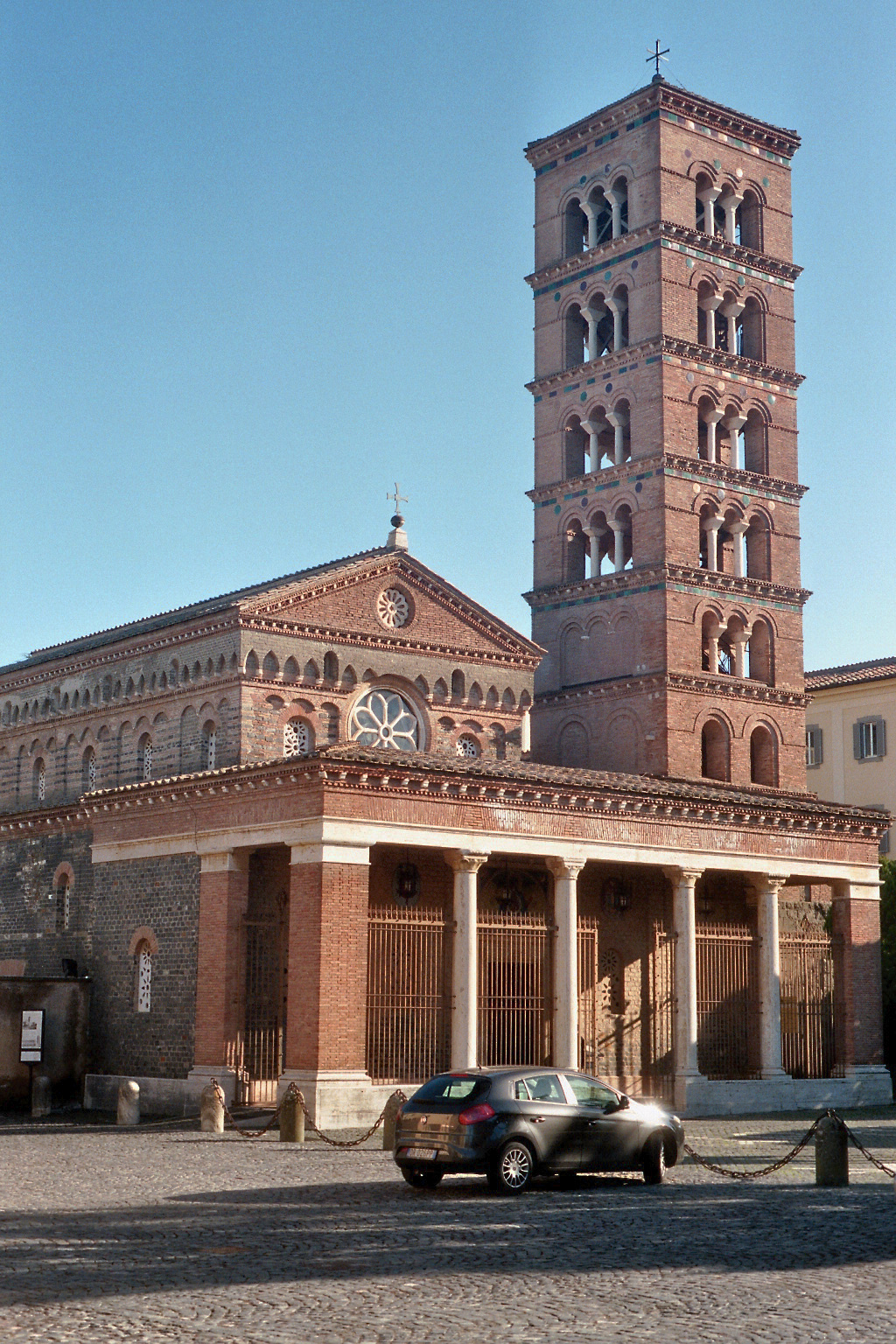
Аббатство Нила Россанского